# Tekucza
Tekucza (ukr. Текуче) – wieś na Ukrainie, w obwodzie iwanofrankiwskim, w rejonie kosowskim.
W granicach Tekuczy znajduje się dawniej odrębna wieś Bania Świrska.

## Urodzeni
- Mykoła Popowycz